# Alemannenerlass
Der sogenannte Alemannenerlass ist ein 1961 verfasstes innerdienstliches Rundschreiben des damaligen Landesamtsdirektors Elmar Grabherr, der als oberster Beamter Vorarlbergs 1955 bis 1976 der Vorgesetzte über damals etwa 1600 Beamtinnen und Beamten war. Obwohl in diesem Rundschreiben der Begriff Alemannen oder das Attribut alemannisch nicht vorkam, wurde es ab 1979 unter dem Begriff „Alemannenerlass“ in der Öffentlichkeit diskutiert.

## Entstehung und Inhalt
Das als Erlass bezeichnete Rundschreiben des Landesamtsdirektors Grabherr vom 16. Mai 1961 richtete sich an alle Abteilungen und nachgeordneten Dienststellen des Landes Vorarlberg.
Veranlasst wurde das Rundschreiben durch die Tatsache, dass es aus der Sicht Elmar Grabherrs an einer rechtlichen Definition des „Vorarlbergers“ mangelte. Von einer „Vorarlbergerin“ war nicht die Rede. „Eine andere rechtliche Definition eines ‚Vorarlbergers‘ als eines ‚österreichischen Staatsbürgers mit ordentlichem Wohnsitz in Vorarlberg‘“, so Grabherr, sei daher nicht mehr möglich und fügte hinzu: „Dieser Zustand ist vom Gesichtspunkt der Landesinteressen aus gesehen, höchst unbefriedigend.“ Nach seiner Vorstellung sollte die Einführung „des Rechtsbegriffes ‚landsmannschaftliche Herkunft‘“ behoben werden, der sich weder auf den „ordentlichen Wohnsitz“ noch auf den „Geburtsort“ beschränken könne. „Der Begriff ‚landsmannschaftliche Herkunft‘ bedeutet nach ha. Auffassung“, so wurde klargestellt, „ein engeres Verhältnis einer Person zu einem Bundesland. Dieses Verhältnis wird in erster Linie bestimmt durch objektive Tatsachen wie Abstammung (siehe hier u. a. auch Familiennamen), Geburtsort, einem Besitz des Heimatrechtes, langjähriger Aufenthalt, Beherrschung der Mundart usw.“
Der Erlass forderte „im Sinne föderalistischer Staatsauffassung“, den „Begriff der landsmannschaftlichen Herkunft in Zukunft überall dort zu verwenden, wo eine Beachtung der Bodenständigkeit von Personen sachlich gerechtfertigt erscheint.“ Außerdem wurden die Dienststellen des Landes gebeten, „die Anwendungsmöglichkeit des Begriffes der landsmannschaftlichen Herkunft zu prüfen und dem Präsidium vom Ergebnis Mitteilung zu machen.“ Der Landesamtsdirektor Grabherr versuchte, den Begriff der „landsmannschaftlichen Herkunft“ in weiteren Gesetzen zu verankern, etwa im Ehrenzeichengesetz von 1962, das die Handschrift Grabherrs trug. Hier sollte der Beirat, der bestimmte, wer einen Orden bekommen sollte und wer nicht, nach dem Kriterium der „landsmannschaftlichen Herkunft“ besetzt werden, bzw. es sollten all jene ausgeschlossen werden können, die aufgrund ihrer Herkunft nicht in ausreichendem Maße bodenständig waren; außerdem hatte Grabherr dem Landesamtsdirektor – also sich selbst – einen Platz im Ehrenzeichenbeirat zu sichern versucht. Diese Vorgangsweise erregte jedoch großes Aufsehen und Empörung, worauf der Rechtsausschuss des Landtages sich genötigt sah, den Gesetzesentwurf entsprechend zu korrigieren.
Die erbetenen Antworten der Dienststellen wurden öffentlich nicht bekannt und auch 1980 im Rahmen einer Anfragebeantwortung im Landtag durch den damaligen Landeshauptmann Herbert Keßler unter Hinweis auf die Amtsverschwiegenheit nicht bekannt gemacht. Notwendig geworden war die Antwort des Landeshauptmannes, weil der damalige Landtagsabgeordnete Arnulf Häfele in einer Anfrage vom 17. Dezember 1979 danach gefragt hatte. Frage 3 lautete beispielsweise: „Wie stimmt der Inhalt des ‚Alemannenerlasses‘ mit Ihren Aussagen überein, daß in Vorarlberg keine wie immer geartete Benachteiligung von Mitbürgern nichtalemannischer Herkunft bestehe?“ In Häfeles Anfrage wurde der Begriff „Alemannenerlass“ erstmals verwendet. In Reaktion auf diese Anfrage gab Elmar Grabherr einer Vorarlberger Tageszeitung ein Interview. Hier wurde in der Einleitung den Leserinnen und Lesern der Zusammenhang folgendermaßen erklärt:
„Einer Groteske kommt die jetzt vom Abgeordneten Dr. Häfele (SPÖ) entfachte Diskussion um den sogenannten ‚Alemannen-Erlaß‘ für den Vorarlberger Landesdienst gleich. Der sozialistische Abgeordnete vermutet darin stark rassistische Tendenzen. Und weil der ‚Vater‘ dieses Erlasses Landesamtsdirektor a.D. Elmar Grabherr ist, der gleichzeitig als prominenter Exponent der Bürgerinitiative auftritt, will Dr. Häfele diesen ‚Rassismus‘ auch gleich auf die Bürgerinitiative ‚Pro Vorarlberg‘ übertragen wissen.“
Aus der Beantwortung der Fragen durch Landeshauptmann Keßler ging auch hervor, dass Grabherrs Erlass 1964 durch den damaligen Landeshauptmann Ulrich Ilg (1905–1986, Landeshauptmann 1945–1964) für „gegenstandslos“ erklärt worden sei.
Häfeles Anfrage im Landtag hatte mit der 1979 vorgestellten Initiative Pro Vorarlberg zu tun, deren wichtigster Proponent der ehemalige Landesamtsdirektor Grabherr war, der Verfasser des Erlasses von 1961. Er war mittlerweile seit 1976 im Ruhestand. Die Initiative forderte eine größere Selbständigkeit für Vorarlberg und eine Stärkung des Föderalismus. Die von „Pro Vorarlberg“ veranlasste Volksabstimmung, die im Juni 1980 stattfand, brachte eine Zustimmung von knapp 70 Prozent für das 10-Punkte-Programm der Initiative. Dennoch gerieten die Forderungen alsbald in Vergessenheit. Ähnlich ging es dem „Alemannenerlass“, der nur hin und wieder von Historikerinnen und Historikern erwähnt wurde. Erst die Forschungen von Leo Haffner brachten das Dokument wieder in Erinnerung, das eine diskriminierende Praxis, die sich gegen „Nicht-Vorarlberger“, die in Vorarlberg lebten, zu legalisieren beabsichtigte. Der sog. „Alemannenerlass“ sollte entsprechende Maßnahmen vorbereiten.